# 牛車腎気丸
牛車腎気丸（ごしゃじんきがん）は、八味地黄丸に「牛膝」と「車前子」という生薬を加えたものであり、腎虚に使用される漢方薬である。出典は、『厳氏済生方』。

## 効能
痺れを中心とする糖尿病性神経障害の症状に有用であり、メコバラミンとの比較試験においても、痺れに対しては、メコバラミンより有意に改善率が大である事実は明らかになっている。当初は有効性のメカニズムの詳細が明らかではなかったが、その後、牛車腎気丸にアルドース還元酵素阻害作用がある事実が女屋らによって発見されている。また、牛車腎気丸に、皮膚温上昇、血流改善作用があることや、血中過酸化脂質低下作用のあることも医学研究者らによって報告・指摘されており、骨粗鬆症にも有効であるとの客観的臨床成績が報告されている。牛車腎気丸の西洋医学的な薬理作用も解明されるに至っている。
人工透析患者の足の裏の違和感に用いられることがある。

## 構成生薬
- 地黄（ジオウ）(ジオウの根)
- 牛膝（ゴシツ）(ヒナタイノコヅチの根)
- 山茱萸（サンシュユ）(サンシュユの果肉)
- 山薬（サンヤク）(ヤマノイモまたはナガイモの根茎)
- 車前子（シャゼンシ）(オオバコの成熟種子)
- 沢瀉（タクシャ）(サジオモダカの根塊)
- 茯苓（ブクリョウ）(マツホドの菌核)
- 牡丹皮（ボタンピ）(ボタンの根皮)
- 桂皮（ケイヒ）(シナモン)
- 附子（ブシ）(トリカブト属の子根）

出典：

## 製薬会社
- ツムラ[5]
- クラシエ[6]
- 小太郎漢方製薬[7]
- イスクラ産業株式会社[8]
- 一元製薬[9]